# Calamansi
O calamansi (Citrus × microcarpa), também conhecido como kalamansi, calamondina, lima-filipina, ou limão-filipino, é um híbrido de citros de importância econômica cultivado predominantemente nas Filipinas. É nativo das Filipinas, partes da Indonésia, Malásia e Brunei (Bornéu, Sumatra e Sulawesi), bem como partes do sul da China e Taiwan.
O calamansi é ubíquo na culinária tradicional das Filipinas. É naturalmente muito azedo e é usado em vários condimentos, bebidas, pratos, marinadas e conservas. O calamansi também é usado como ingrediente na culinária malaia e indonésia.
O calamansi é um híbrido entre a quincã (anteriormente considerado como pertencente a um gênero separado, Fortunella) e outra espécie de Citrus (neste caso, provavelmente a tangerina).

## Nomes

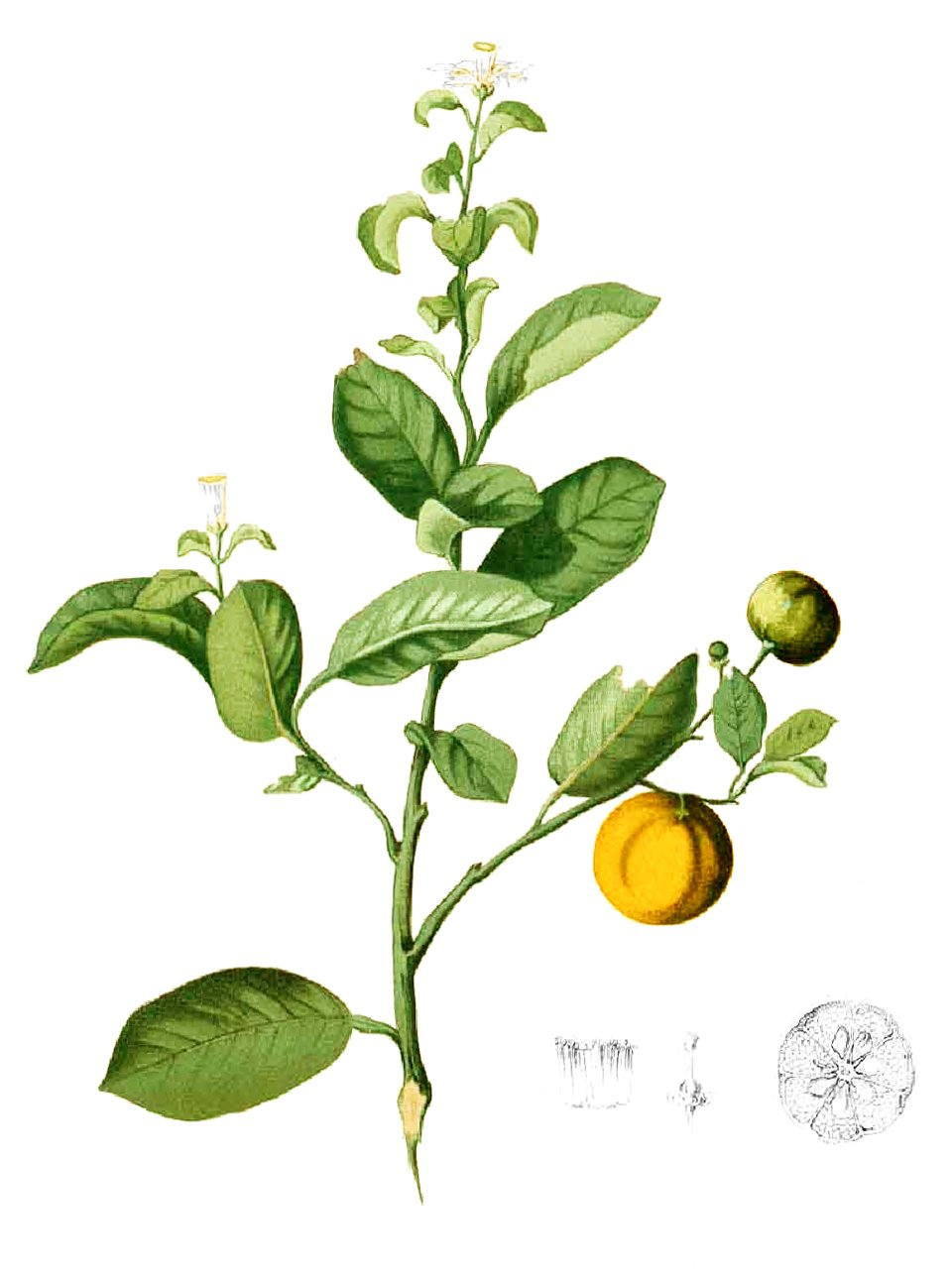
O calamansi desenhado por Blanco, no Flora de Filipinas (1837).

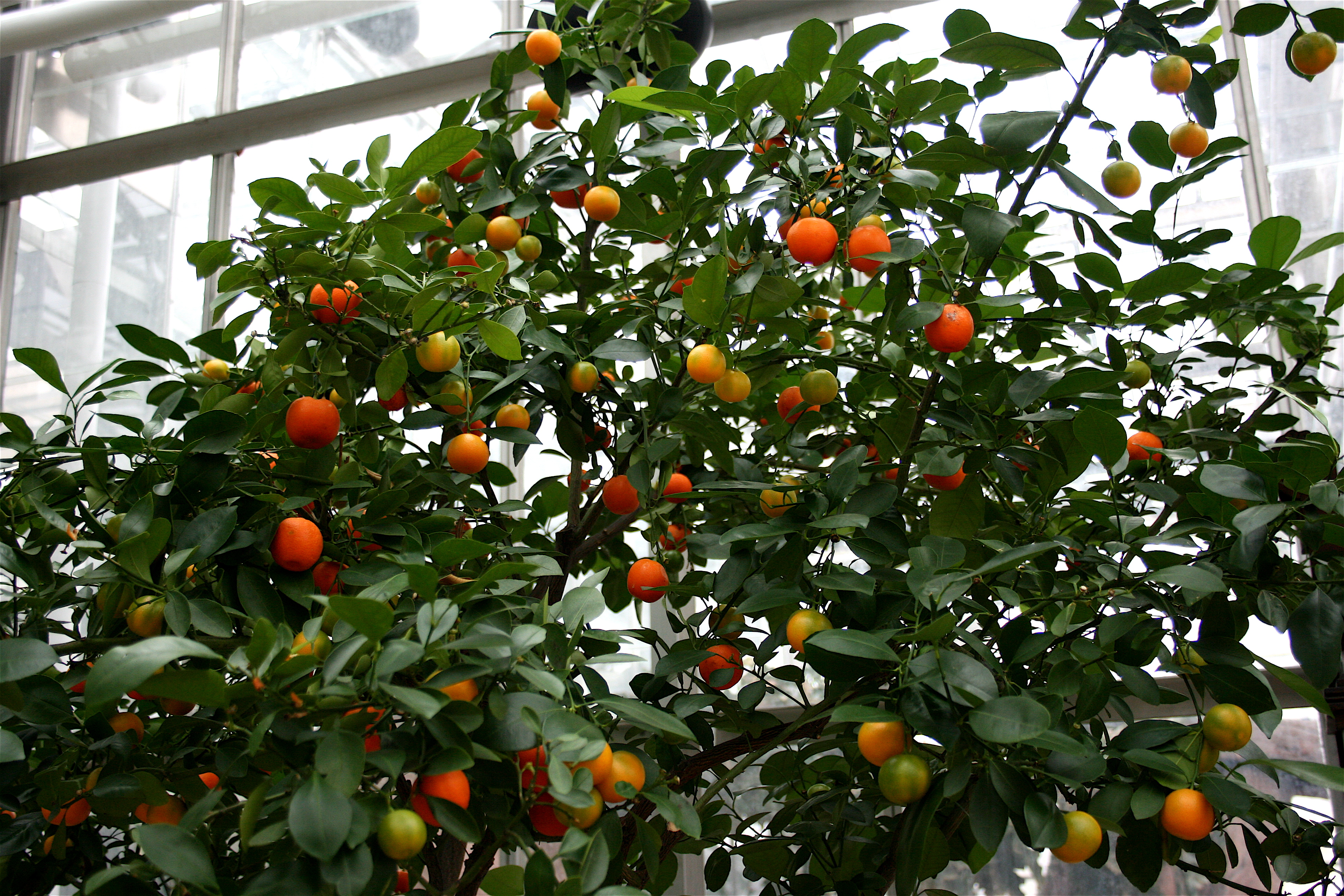
Árvore de calamansi com frutos

Calamansi é a grafia em inglês das Filipinas do termo em tagalo kalamansi ([kɐlɐmɐnˈsɪʔ]), e é o nome pelo qual é mais amplamente conhecido nas Filipinas. Em partes dos Estados Unidos, principalmente na Flórida, o calamansi também é conhecido como "calamondin", um antigo nome do período americano das Filipinas. É uma forma anglificada do nome alternativo em tagalo kalamunding.
Outros nomes comuns em inglês para o calamansi incluem: lemonsito (ou limoncito), lima-filipina, calamonding, laranja calamondina, calamandarin, limão-dourado, limão-filipino, laranja-do-Panamá (também usado para quincãs), laranja-moscatel, laranja-amarga e laranja-ácida.

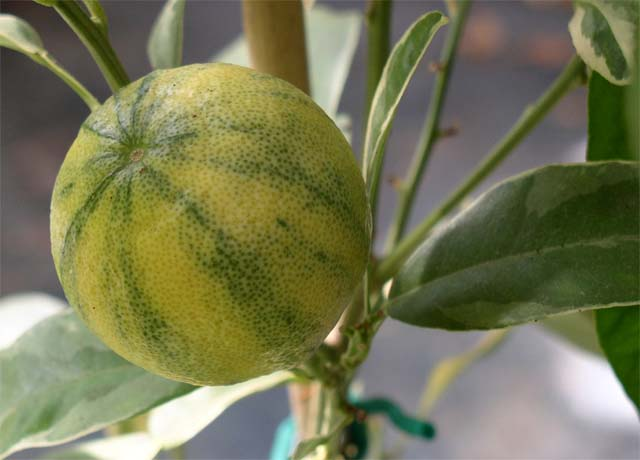
Fruto da calamansi variegada

O calamansi foi anteriormente identificado como Citrus mitis Blanco, C. microcarpa Bunge ou C. madurensis Lour. Todos eles o consideraram como um cítrico. O sistema de classificação de citros de Swingle colocou as quincãs em um gênero separado, Fortunella, tornando o calamansi um híbrido intergenérico. Em 1975, recebeu o nome híbrido × Citrofortunella mitis de John Ingram e Harold E. Moore com base no nome da espécie de Blanco. Em 1984, D. Onno Wijnands apontou que o nome da espécie de Bunge, C. microcarpa (1832), antecedeu o Citrus mitis de Blanco (1837), tornando × Citrofortunella microcarpa o nome apropriado. A análise filogenética agora coloca a qiuincã dentro do mesmo gênero que outros cítricos, o que significa que seus híbridos, incluindo aqueles anteriormente nomeados como × Citrofortunella, também pertencem a Citrus.

## Descrição
O calamansi, Citrus x microcarpa, é um arbusto ou pequena árvore que cresce de 3 a 6 m. A planta é caracterizada por apêndices em forma de asa nos pecíolos das folhas e flores brancas ou arroxeadas. O fruto do calamansi se parece com uma lima pequena e redonda, geralmente com 25 a 35 mm de diâmetro, mas às vezes chega a 45 mm . A polpa central e o suco têm a cor laranja de uma tangerina, com uma casca laranja muito fina quando madura. Cada fruto contém de 8 a 12 sementes.

### Mutação variegada
Também existe uma mutação variegada do calamansi regular, que apresenta listras verdes em frutos amarelos.

## Usos

### Artes culinárias

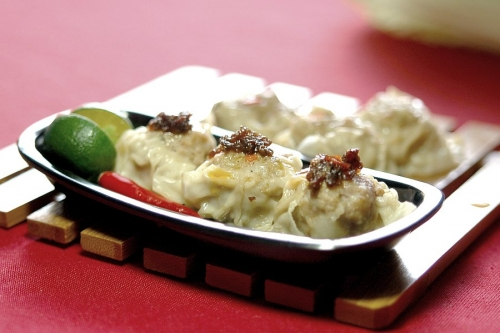
O calamansi é usado em seu estágio parcialmente maduro com molho de soja, vinagre e/ou pimenta labuyo como parte do molho de mergulho mais ubíquo na culinária filipina, como no siomai.

As frutas são ácidas e frequentemente usadas na culinária. O calamansi produz um pequeno fruto cítrico usado para dar sabor a alimentos e bebidas. Apesar de sua aparência externa e de seu aroma, o sabor da própria fruta é bastante ácido, embora a casca seja doce. A geleia de calamansi pode ser feita da mesma forma que a geleia de laranja. A fruta é uma fonte de vitamina C.
O fruto pode ser congelado inteiro e usado como cubos de gelo em bebidas como chá, refrigerantes, água e coquetéis. O suco pode ser usado no lugar do suco do limão-taiti comum. O suco é extraído espremendo a fruta inteira e faz uma bebida saborosa semelhante à limonada. Um licor pode ser feito com as frutas inteiras, em combinação com vodka e açúcar.[citation needed]

### Filipinas

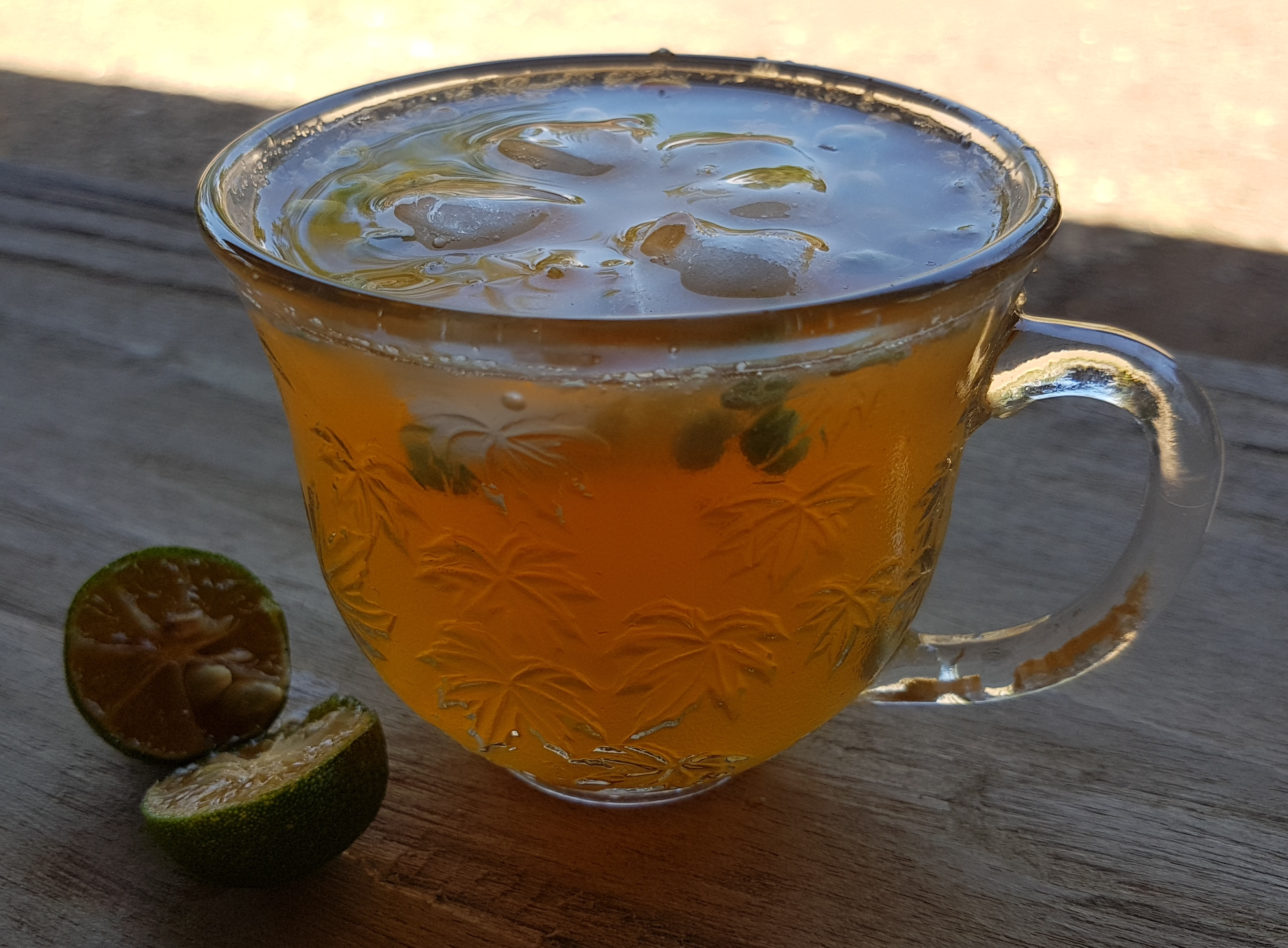
Suco de calamansi das Filipinas

Na culinária filipina, o suco é usado para marinar e temperar peixes, aves e carne de porco. Também é usado como ingrediente em pratos como sinigang (um caldo azedo de carne ou frutos do mar) e kinilaw (peixe cru marinado em vinagre e/ou suco cítrico). É muito comumente usado como condimento em pratos como pancit ou lugaw, ou no sawsawan básico (molho) de suco de calamansi e molho de soja/molho de peixe usado para peixe, rolinhos primavera, bolinhos e vários pratos salgados. É usado em várias bebidas, especialmente como suco de calamansi, uma bebida filipina semelhante à limonada.

### Em outras regiões

#### Indonésia
O fruto é usado em receitas locais no norte da Indonésia, especialmente na região do norte de Sulawesi. Peixes são borrifados e marinados com o suco antes de cozinhar para eliminar o cheiro "de peixe". Kuah asam ("sopa azeda") é um caldo de peixe claro regional feito com suco de calamansi.

#### Singapura
Em Singapura, o fruto pode ser encontrado junto com pratos em centros de comida de rua e restaurantes. Ele serve como uma maneira de equilibrar pratos frequentemente ricos, como macarrão e ensopados. A planta também é vendida como um ornamento.

#### Flórida

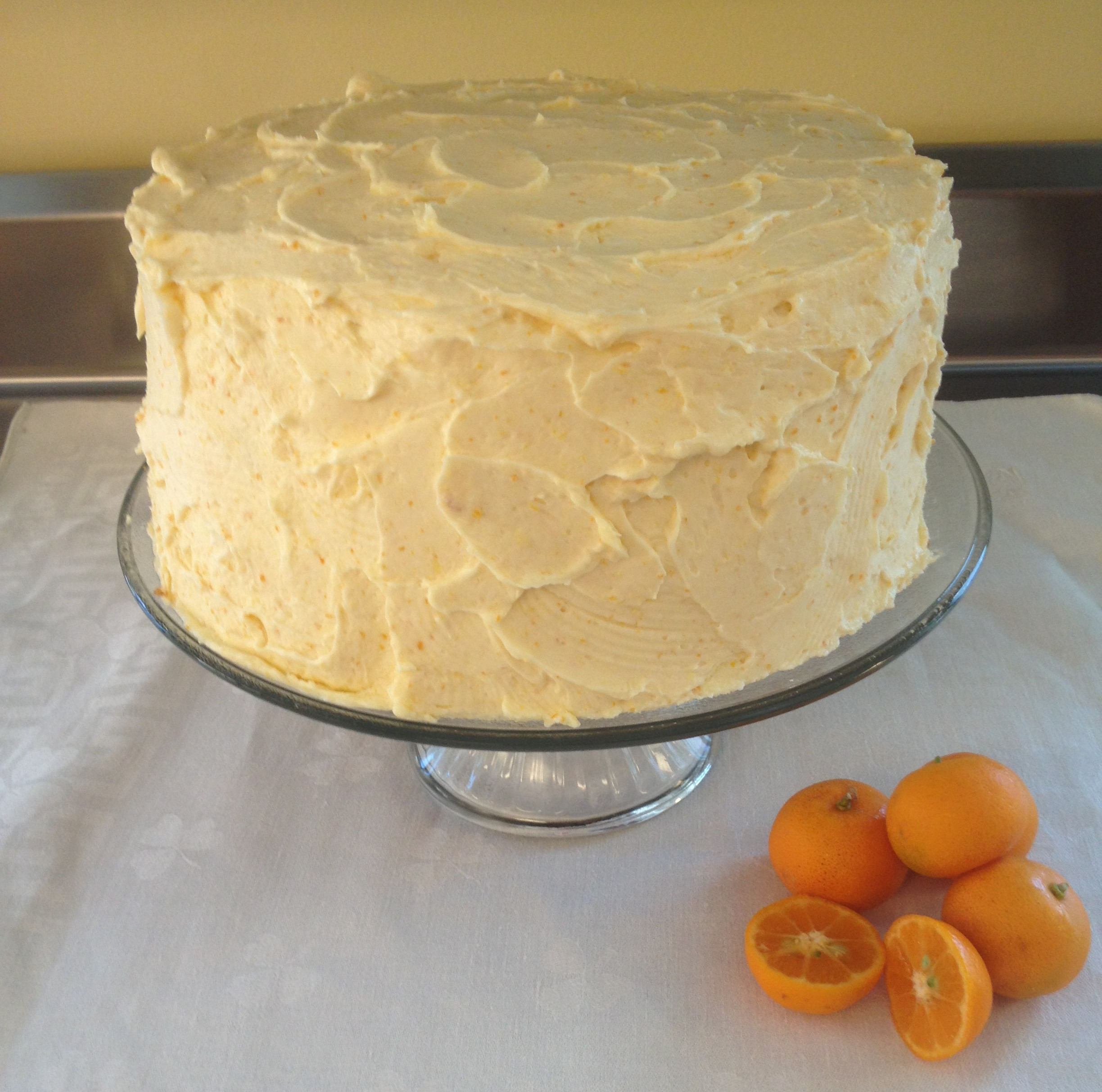
Bolo de calamansi com cobertura de glacê da Flórida.

Na Flórida, o fruto é usado em sua forma totalmente madura, com um perfil de sabor mais maduro do que a versão não madura. Degustadores notam elementos de damasco, tangerina, limão, abacaxi e goiaba. A casca é tão fina que cada fruto deve ser cortado à mão da árvore para evitar rasgar. O fruto inteiro, exceto os caules e sementes, pode ser usado. Ele é processado à mão e transformado em purê ou suco, usado em vários produtos, como bolo de calamansi, coulis, geleia e compota. As cascas podem ser desidratadas e usadas como tempero gourmet com sal e açúcar. O fruto foi popular entre os cozinheiros da Flórida em forma de bolo nas décadas de 1920 a 1950.
Os floridianos que têm um calamansi no quintal frequentemente usam o suco em uma variação de limonada, e, deixado um pouco azedo, ele mata a sede com o sabor característico; também pode ser usado em peixes e frutos do mar ou onde qualquer outro cítrico azedo seria usado.

## Cultivo
As Filipinas são o único grande produtor de calamansi. É a quarta fruta mais cultivada nas Filipinas, depois da banana, da manga e do abacaxi. É cultivada principalmente para seus extratos de suco, que são exportados para os Estados Unidos, Japão, Coreia do Sul, Canadá e Hong Kong, entre outros.
As Filipinas exportam entre 160.000 e 190.000 toneladas métricas de suco de calamansi por ano. Os principais centros de produção incluem a região sudoeste do Tagalog, Luzon Central e a Península de Zamboanga. Seu cultivo se espalhou das Filipinas para o Sudeste Asiático, Índia, Havaí, Índias Ocidentais e Américas Central e do Norte, embora apenas em pequena escala.
Na América do Norte subtropical e em partes da América do Norte temperada quente, a × Citrofortunella microcarpa é cultivada principalmente como planta ornamental em jardins e em vasos e jardins de contêineres em terraços e pátios. A planta é especialmente atraente quando os frutos estão presentes.
A planta é sensível ao frio prolongado e/ou extremo e, portanto, é limitada ao ar livre em regiões tropicais, subtropicais e nas partes mais quentes de climas temperados quentes, como a planície costeira do sudeste dos Estados Unidos (zonas 8b - 11 do USDA), partes da Califórnia, sul do Arizona, sul do Texas e Havaí. As plantas em vasos são levadas para uma estufa, um jardim de inverno ou para dentro de casa como planta doméstica durante os períodos de inverno em regiões com climas mais frios.
Em cultivo no Reino Unido, essa planta recebeu o Prêmio de Mérito de Jardim da Sociedade Real de Horticultura em 2017.